# Petar Skansi
Petar Skansi (Sumartin, 23 de noviembre de 1943 - 4 de abril de 2022) fue un 
jugador y entrenador de baloncesto croata. Tras una exitosa carrera como jugador, en las que consiguió 4 medallas en competiciones internacionales con Yugoslavia, cambió cancha por banquillo, entrenando a multitud de equipos, y a las selecciones de Yugoslavia y de Croacia.

## Clubes como jugador
- 1970-1972 KK Split
- 1972-1973 Victoria Libertas Pesaro
- 1973-1976 KK Split

## Clubes como entrenador
- 1976-1977 KK Split
- 1981-1984 Victoria Libertas Pesaro
- 1984-1985  Fabriano Basket
- 1987-1988  Reyer Venezia
- 1988-1989  Virtus Roma
- 1990-1993 Pallacanestro Treviso
- 1992-1997 Croacia
- 1997-1999  Fortitudo Bologna
- 1999-2000 PAOK Salónica
- 2003  KK Split
- 2003-2004 Krka Novo Mesto